# Гвардиола, Сальвадор
Сальвадор Гвардиола Тора (исп. Salvador Guardiola Torá; род. 7 сентября 1988, Хумилья, Испания) — испанский профессиональный шоссейный велогонщик, выступающий за японскую континентальную команду «Kinan Cycling».

## Достижения
2012
10-й Тур Греции
2014
8-й Тур Окинавы
2015
3-й Тур Хоккайдо
2016
5-й Тур Шарджи
7-й Тур Филиппин
9-й Кубок ОАЭ
2017
5-й Тур Тотиги
1-й Этап 1
4-й Классика Примавера
5-й Тур Китая II
6-й Тур Хоккайдо
7-й Тур Филиппин
9-й Тур Кореи